# مطرانية الرومان الكاثوليك في بونتياناك
مطرانية الرومان الكاثوليك في بونتياناك (بالإنجليزية: Roman Catholic Archdiocese of Pontianak)‏ هي أبرشية تقع في إندونيسيا في . يقدر عدد سكانها بـ 2,477,906 نسمة .